# 34441 Thomaslee
34441 Thomaslee este o planetă minoră (asteroid), cu un diametru de 6,743 km, din centura de asteroizi. A fost descoperită pe 24 septembrie 2000 la Experimental Test Site⁠(d) de Lincoln Near-Earth Asteroid Research. 
Obiectul prezintă o orbită caracterizată de o semiaxă mare de 3,176829 UAi, o excentricitate de 0,14, o înclinație de 5,22266 ° în raport cu ecliptica.